# Черново (Ново-Ямское сельское поселение)
Черново — деревня в Старицком районе Тверской области. Входит в состав Ново-Ямского сельского поселения.

## География
Находится в южной части Тверской области на расстоянии приблизительно 11 км на юго-восток от районного центра города Старица.

## История
Деревня была отмечена ещё на карте 1825 года. В 1859 году здесь (деревня Старицкого уезда) было учтено 18 дворов.

## Население
Численность населения: 130 человек (1859 год), 5 (русские 100 %) в 2002 году, 1 в 2010.